# José María Paz
José María Paz y Haedo (Córdoba, 9 settembre 1791 – Buenos Aires, 22 ottobre 1854) è stato un generale argentino. Dopo aver combattuto nelle guerre d'indipendenza sudamericane e nella guerra argentino-brasiliana fu uno dei protagonisti delle guerre civili argentine nella prima metà del XIX secolo.

## Biografia
Nato da genitori creoli, José de Paz e Tiburcia Haedo, dopo aver studiato filosofia e teologia all'Università di Córdoba nel 1810 si arruolò come volontario nelle milizie rivoluzionarie della sua città abbandonando gli studi di diritto. Dalle milizie passò nel 1811 a prestare servizio nell'esercito impegnato nella guerra per l'indipendenza argentina.

### La carriera militare
Partecipò in qualità di aiutante del barone di Holmberg il 24 settembre 1812 alla battaglia di Tucumán e a quella di Salta il 20 febbraio dell'anno successivo; per la sua condotta ricevette due decorazioni e la promozione al grado di capitano. Fu presente anche alle sconfitte di Vilcapugio e di Ayohuma; in uno scontro a Venta y Media il 20 ottobre 1815 ricevette una ferita che gli fece perdere l'uso del braccio destro per il resto della vita.
Nel frattempo erano scoppiate nelle province numerose sollevazioni contro il potere centrale di Buenos Aires, fomentate da caudillos locali; uno di questi, Estanislao López, aveva preso il potere a Santa Fe minacciando il Direttorio, che gli inviò contro tutti gli eserciti nazionali. Paz fu aggregato all'esercito che, comandato da Juan Bautista Bustos, lo affrontò nella battaglia di La Herradura, presso Córdoba. Lo scontro ebbe un esito incerto ma costrinse il caudillo ribelle a ritirarsi a Santa Fe.
L'8 gennaio 1820 guidò con lo stesso Bustos e con il colonnello Alejandro Heredia una sollevazione nelle file dell'esercito ad Arequito, con la speranza di tenersi lontani dalle lotte fratricide e tornare a combattere contro i realisti.

### La guerra contro il Brasile

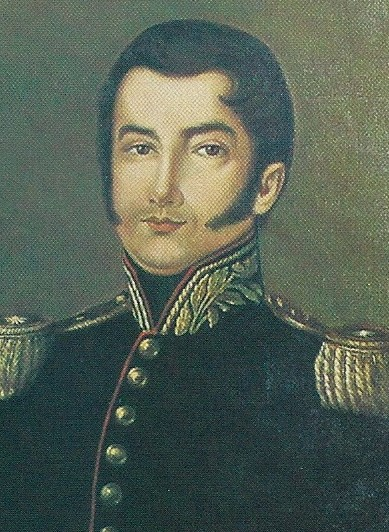
Ritratto di José María Paz

Dopo tre anni di inattività José María Paz fu chiamato alla fine del 1822 a partecipare sotto il comando di José María Pérez de Urdininea ad una spedizione diretta nell'Alto Perù per aprire un secondo fronte nella guerra che San Martín stava portando ai realisti spagnoli. La spedizione, priva di sostegno politico ed economico, perse la sua importanza dopo la vittoria degli indipendentisti nella battaglia di Ayacucho. Il contingente di cavalleria formato nella provincia di Salta e posto al comando di Paz, divenuto colonnello, fu dirottato verso la guerra argentino-brasiliana.
Durante la battaglia di Ituzaingó Paz ebbe un ruolo di primo piano all'interno dell'esercito repubblicano che affrontò i brasiliani sotto il comando di Carlos María de Alvear; il suo comportamento durante le operazioni gli attirò le ire del suo comandante, che però lo fece in seguito promuovere generale riconoscendogli il merito di aver lanciato l'ultimo assalto.
Dopo aver guidato le truppe argentine alla vittoria a Camacuá, José María Paz fu nominato per un breve periodo comandante dell'esercito repubblicano prima di lasciare l'incarico a Juan Antonio Lavalleja. Alla firma del trattato di pace rientrò in Argentina con l'esercito.

### Le battaglie contro icaudillosnella prima Guerra Civile
Nel pieno della guerra contro il Brasile, le province argentine si erano animate da forti tensioni tra istanze centralistiche e resistenze autonomiste, guidate queste ultime da caudillos locali come Quiroga, Bustos, López, Aldao e Ibarra, dotati di eserciti propri in grado di scendere in battaglia contro le truppe regolari inviate da Buenos Aires, allora in mano agli unitarios di Rivadavia, che volevano uno stato centralizzato. Paz, che aveva scelto la fazione degli unitarios, riunì 2.000 veterani e partì con essi verso la sua città natale, Córdoba, lasciando Juan Lavalle, che aveva appena preso il potere a Buenos Aires con un colpo di Stato che aveva deposto il federalista Dorrego, ad affrontare le truppe congiunte di Estanislao López e di Rosas, nuova figura di riferimento dei federales della capitale.
Il 22 aprile 1829 sconfisse nella battaglia di San Roque l'esercito del suo antico comandante Juan Bautista Bustos, che aveva precedentemente preso il potere nella provincia di Córdoba; il 22 e il 23 giugno sconfisse alla Tablada l'esercito di Facundo Quiroga, venuto dalla provincia di La Rioja a dare aiuto al governatore deposto, facendo prevalere la sua tattica disciplinata sugli attacchi disordinati delle truppe irregolari nemiche.
L'anno seguente Quiroga invase nuovamente la provincia di Córdoba con più di 5.000 uomini ma fu nuovamente sconfitto il 25 febbraio 1830 nella battaglia di Oncativo; le sorti dello scontro costrinsero il caudillo a fuggire a Buenos Aires, lasciando a Paz il controllo delle province dell'interno. Dopo avere preso con una serie di spedizioni militari il controllo delle province di La Rioja, Mendoza, San Juan, San Luis e di Santiago del Estero fece firmare un patto di alleanza tra queste e le province precedentemente sotto suo controllo di Córdoba, Salta, Tucumán e Catamarca. Il patto sanciva la nascita della Liga Unitaria (Lega Unitaria), che si contrapponeva alla Liga Federal (Lega Federale) formata dalle province federaliste del litorale, guidata da López e Rosas. Paz si fece nominare Supremo Capo Militare della nuova entità.
La guerra tra le due fazioni era ormai inevitabile. Estanislao López, comandante militare dell'esercito federalista, fece invadere la provincia di Córdoba da tre diverse direzioni; il 5 febbraio 1831 ottenne un'importante vittoria nella battaglia di Fraile Muerto, costringendo Paz ad intervenire direttamente nella campagna militare.

### La prigionia
Il 10 maggio 1831 il generale José María Paz fu catturato da una pattuglia nemica dopo essersi allontanato imprudentemente dal suo esercito per analizzare il terreno sul quale intendeva dare battaglia. Consegnato a López, fu portato a Santa Fe dove trascorse i suoi primi quattro anni di prigionia. Alcune lettere scambiate tra il suo carceriere e Rosas testimoniano come quest'ultimo abbia consigliato di giustiziare il prigioniero; nessuno dei due, tuttavia, si prese la responsabilità di firmare l'ordine di esecuzione. In prigionia Paz sposò la nipote Margarita Esther Waild e cominciò a scrivere le sue memorie, che usciranno postume nel 1855.
Nel 1835 López consegnò a Rosas il prigioniero. A Luján, nella provincia di Buenos Aires, Paz trascorse altri quattro anni, con il permesso di uscire dal cabildo, dove era stato confinato, e il solo obbligo di trascorrervi la notte; Rosas gli concesse anche la paga di generale dell'esercito. Nel 1839 il governatore gli permise di spostarsi a Buenos Aires, da dove il prigioniero fuggì lo stesso anno in modo rocambolesco.

### Le campagne militari di Corrientes e di Montevideo
Riparato a Colonia del Sarmiento, Paz raggiunse Subito Lavalle, che stava abbandonando la provincia di Corrientes per attaccare Buenos Aires, portando con sé le milizie correntine senza il permesso del governatore Pedro Ferré; invitato a formare un esercito di riserva nella provincia, si accordò con il governatore, che lo pose a capo delle poche truppe rimastegli, con le quali far fronte all'imminente invasione di Pascual Echagüe da Entre Ríos.
Al manifestarsi dell'invasione decise di ritirarsi verso le zone più ricche di risorse della provincia, continuando nel frattempo la riorganizzazione del suo esercito, inviando alcune pattuglie ad intraprendere azioni di guerriglia. Il 28 novembre 1841 sconfisse l'esercito invasore, più numeroso del suo, nella battaglia di Caaguazú; in seguito, grazie alla vittoria, poté invadere Entre Ríos e occuparne la capitale. La sua nomina a governatore il 13 marzo 1842 provocò però gelosie e insidie nel campo unitario, causando il ritiro a Corrientes di Ferré con buona parte dell'esercito. I suoi contrasti con il progetto politico del suo alleato Orientale Fructuoso Rivera, inoltre, gli avevano tolto ogni speranza di aiuto da parte di quest'ultimo. Rimasto isolato e senza mezzi, Paz fu costretto ad abbandonare la provincia e riparare in Uruguay.
Dopo la sconfitta di Arroyo Grande da parte di Rivera il governo uruguaiano fu costretto a pianificare la difesa di Montevideo. Il 12 dicembre 1842 José María Paz accettò l'incarico di dirigerla, mostrando ancora una volta le sue capacità organizzative.
Richiamato a Corrientes nel 1945 dal nuovo governatore Joaquín Madariaga, che stava affrontando una nuova invasione da Entre Ríos, Paz cercò di attuare lo stesso piano di quattro anni prima a Caaguazú: si ritirò verso l'interno con lo scopo di attirare il nemico in una trappola, lasciando ad un'avanguardia guidata dal fratello del governatore, Juan Madariaga, il compito di disturbarlo con azioni di guerriglia. Il 4 febbraio 1846, tuttavia, le truppe invasore guidate da Justo José de Urquiza riuscirono ad annientare l'avanguardia correntina nella battaglia di Laguna Limpia; Madariaga cadde prigioniero, e con esso anche la corrispondenza con il suo comandante, dalla quale Urquiza capì le intenzioni di Paz. Il governatore di Entre Ríos rientrò nella sua provincia senza dare battaglia, giungendo infine ad un accordo con il suo omologo di Corrientes per mezzo del quale José María Paz fu espulso dal territorio.

### Gli ultimi anni
Dopo anni di esilio a Rio de Janeiro, Paz tornò a Buenos Aires a seguito della battaglia di Caseros e della conseguente caduta di Rosas nel 1852. Dopo la secessione della città dalla Confederazione di Urquiza, il vecchio generale fu incaricato dalla Legislatura di trovare adesione nelle province, ma fallì il tentativo. FU poi nominato ministro della guerra e organizzò la difesa della capitale dall'assedio portato dalle truppe confederate di Hilario Lagos.
Il generale José María Paz morì a Buenos Aires il 22 ottobre 1854. I suoi resti sono sepolti in un mausoleo all'interno della Cattedrale di Córdoba.